# Eberhard Gabler

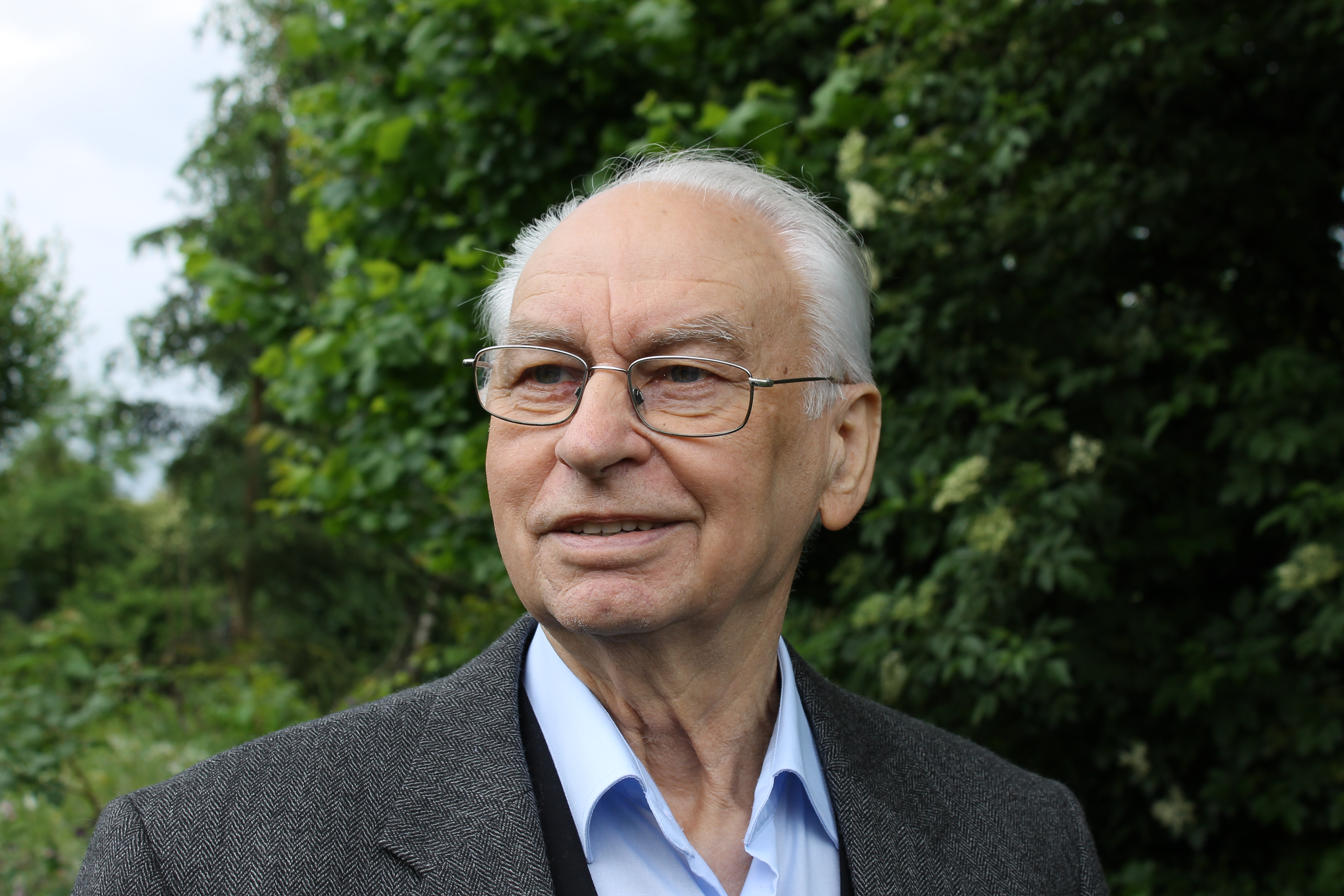
Eberhard Gabler

Eberhard Gabler (* 23. Dezember 1933 in Ammendorf, Sachsen-Anhalt) ist ein deutscher Ornithologe, Schriftsteller und Maler. Er war Leiter des Vogelschutz-Informations-Zentrum (VIZ) in Sindelfingen.

## Leben
Eberhard Gabler wuchs im Spessart auf und befasste sich schon in seiner Jugend mit Ornithologie, Forst und Jagd. Der gelernte Gärtner im Zierpflanzenbau war Initiator und langjähriger Leiter des Vogelschutz-Informations-Zentrums (VIZ) in Sindelfingen. Er zeichnete die Schautafeln des sogenannten Lehrwegs (Vogelschutzlehrpfad) mit Motiven der heimischen Flora und Fauna. Auch für den Heckenlehrpfad in Ostelsheim (Kreis Böblingen), für den Jagdlehrpfad im Naturpark Schönbuch und für den Naturlehrpfad in Kleinenztal (Kreis Calw) hat er die Holztafeln gestaltet und mit Tier- und Pflanzenmotiven bemalt und beschriftet. Am Klostersee in Sindelfingen (Kreis Böblingen) sind von ihm gemalte Tafeln zu den Themen heimische Vögel und Fische zu sehen.
Eberhard Gabler arbeitet als Natur- und Jagdbuchautor und Illustrator und schrieb verschiedene Beiträge in deutschen und österreichischen Jagdzeitungen. Für den SWR hatte er in den Jahren 2006–2008 verschiedene naturkundliche und ornithologische Fernsehauftritte in der Sendung „Kaffee oder Tee“. 2014 übernahm er die künstlerische Gestaltung des Wald-Erlebnis-Zentrums im Forstamt Sindelfingen und malte u. a. die Baumpfadtafeln und die Tafel für das Vogelbeobachtungshaus. Außerdem schnitzte er Eulenskulpturen.
Er ist verheiratet und hat drei erwachsene Kinder.

## Auszeichnungen
Gabler erhielt zwei Europäische Umweltpreise: 1988 für Naturschutzleistung mit dem Aufbau des VIZ und 1990 für das Projekt „Greifvogelschutz grenzenlos“.
Im März 2018 erhielt Eberhard Gabler die Ehrennadel des Landes Baden-Württemberg für langjährige Dienste im Ehrenamt.

## Publikationen
- Die Fährte: Jagen aus anderer Sicht. blv, München, 2001, ISBN 3-405-16175-4
- Nistkästen und Futterhäuschen: Bauanleitungen und Praxistipps. blv, München, 2003, ISBN 3-405-16489-3 (auch in polnischer und tschechischer Ausgabe)
- Schweigende Götter – flammendes Land: ein Jagdroman. Stocker, Graz/Stuttgart, 2004, ISBN 3-7020-1042-4
- Die Spielhahnkönigin: auf Wildwechseln und Jägerpfaden. Kosmos, Stuttgart, 2012, ISBN 978-3-440-13193-0
- Im Schatten des hohen Holzes: ein Jagdroman. Kosmos, Stuttgart, 2014, ISBN 978-3-440-14044-4
- Vogel- und Futterhäuschen – Bauanleitungen, Vogelporträts, Winterfütterung. BLV, München, ISBN 978-3835412958
- Der Federführer. Bassermann, 2014, München, ISBN 978-3-8094-3192-3
- Der mit dem Falken jagt. BLV, 2016, München, ISBN 978-3-8354-1537-9
- Praxisführer Vogelschutz: der Garten als Lebensraum für unsere Vögel. BLV, 2019, München, ISBN 978-3-8354-1917-9